# 14504 Tsujimura
14504 Tsujimura eller 1995 YL3 är en asteroid i huvudbältet som upptäcktes den 27 december 1995 av den japanska astronomen Takao Kobayashi vid Ōizumi-observatoriet. Den är uppkallad efter Tamiyuki Tsujimura.
Asteroiden har en diameter på ungefär 3 kilometer.